# Базарный мост (Томск)
Базарный мост — инженерное сооружение через реку Ушайку в Томске.
Представляет собой прямоугольную железобетонную водопропускную трубу вод реки Ушайки в районе площади Батенькова, на месте пересечения проспекта Ленина и Набережной реки Ушайки. По Базарному мосту проходит основная часть транспортного потока по проспекту Ленина, здесь также устроена фонтанная площадка, используемая зимой для установки главной новогодней ёлки Томской области.

## История
Первый (деревянный) мост на этом месте был сооружён в 1864 году, в дополнение к существовавшему с 1818 года Думскому мосту (предшественнику нынешнего Каменного моста). Выполнял вспомогательную роль, в то время главная дорога города проходила по современным улицам Розы Люксембург — Набережная реки Ушайки — Советская (площадь Батенькова), по Думскому мосту, мимо городских магистрата и думы, мещанской управы, часовни Иверской Божией Матери, Благовещенского собора.
Своё название получил по располагавшейся рядом Базарной площади (ныне — площадь Ленина).
В 1891 году мост был перестроен, также в дереве.
В 1967 году деревянный мост, в связи с пуском троллейбусной линии, заменили на железобетонный.
К 400-летию Томска (2004) была проведена масштабная реконструкция близлежащей территории, труба была расширена, набережная реки Ушайки благоустроена, появилась площадь с фонтанами. Металлические решётки перил используются молодоженами для прикрепления «свадебных замочков», которые были полностью демонтированы в ноябре 2022 года.